# شینمورا نوبو

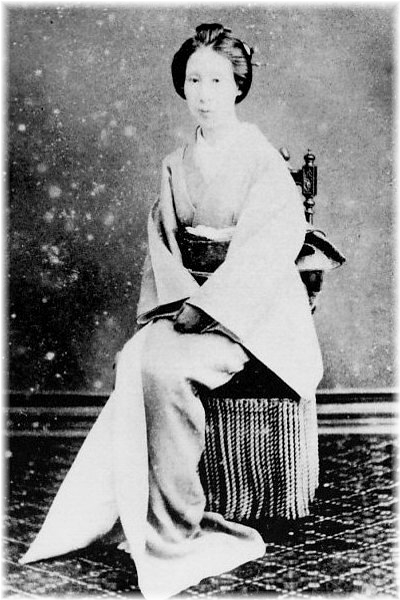

شینمورا نوبو (به ژاپنی: 新村 信 しんむら のぶ)، (متولد ۱۸۵۲؟ - درگذشته ۸ فوریه ۱۹۰۵) سوکوشیتسو یا همسر غیراصلی پانزدهمین شوگون، توکوگاوا یوشینوبو، بود.

## زندگی
او حدود سال ۱۸۵۲ به عنوان دختر شوگون ماتسودایرا کانجورو (که نام اصلی‌اش ماساتاکا بود و از تبار کاتاهارا ماتسودایرا بود) به دنیا آمد. او بعدها توسط شوگون آرای شوگو و سپس توسط سرگروه تاکئو نیمورا به فرزندی پذیرفته شد.
او در سال ۱۸۷۳ دختر بزرگش، توکوگاوا کیوکو (همسر توکوگاوا تاتسوتاکا)، در سال ۱۸۷۵ دختر سومش، تتسوکو (همسر توکوگاوا تاتسومیچی)، در سال ۱۸۷۷ پسر پنجمش، ایکدا ناکاهیرو، در سال ۱۸۸۲ دختر نهمش، کیکو (همسر شاهزاده فوشیمی هیرویاسو)، در سال ۱۸۸۴ پسر هفتمش، یوشی‌هیسا، در سال ۱۸۸۷ دختر بزرگش، هیدکو (همسر توکوگاوا کونیوشی) و در سال ۱۸۸۸ پسر دهمش، کاتسوماسا را به دنیا آورد.
حتی پس از اصلاحات میجی، نوبو و ناکانه ساچی تنها همسرانی بودند که به یوشینوبو خدمت می‌کردند. او در ۸ فوریه ۱۹۰۵ درگذشت. او در گورستان یاناکا در تایتو وارد، توکیو به خاک سپرده شده است. پشت قبر یوشینوبو، کنار قبر ناکانه ساچی، یک سنگ قبر وجود دارد که روی آن نوشته شده است «قبر شینمورا نوبو».